# Sikorsky S-300
Sikorsky S-300 — многоцелевой лёгкий трёхместный вертолёт классической схемы.

## История и факты
Разработка вертолёта началась в 50-х годах XX века. Первый лётный экземпляр был собран в 1963 году. Производством занимались компания Hughes Helicopters, позднее — Schweizer Aircraft, а также корпорация Sikorsky Aircraft. Разработана модификация S-300C. Вертолёт выполнен по одновинтовой схеме с трёхлопастным несущим винтом. Рулевой винт двухлопастный. Под кабиной находится шасси.

## Лётно-технические характеристики
- Число мест:  3 (1 пилот + 2 пассажира)
- Взлётный вес: 950 кг
- Вес пустого: 500 кг
- Крейсерская скорость: 159 км/ч
- Максимальная скорость: 176 км/ч
- Дальность полёта: 360 км
- Длительность полёта: 3,2 часа
- Диаметр несущего винта: 8,2 м
- Длина вертолёта: 9,4 м
- Высота вертолёта: 2,68 м

## Сравнение с аналогами
| Модель                | Страна    | Мощность, л.с. | Максимальная взлётная масса, кг | Максимальная скорость, км/ч | Дальность полёта, км | Цена, тысяч дол. США                         |
| --------------------- | --------- | -------------- | ------------------------------- | --------------------------- | -------------------- | -------------------------------------------- |
| «Беркут-М»            | Россия    | 1 х 150        | 830                             | 185                         | 820                  | 200                                          |
| Skyline SL-222        | Украина   | 2 х 90         | 637                             | 194                         | 550                  | 149                                          |
| Skyline SL-231        | Украина   | 1 х 210        | 882                             | 209                         | 600                  | 195                                          |
| АК1-3 «Слава»         | Украина   | 1 х 156        | 650                             | 186                         | 350                  | 150                                          |
| Safari 400            | Канада    | 1 х 180        | 725                             | 160                         | 400                  | 150 (цена набора для самостоятельной сборки) |
| Syton AH130           | Италия    | 1 х 130        | 580                             | 190                         | н/д                  | 247                                          |
| DF Helicopters DF334  | Италия    | 1 х 115        | 500                             | 150                         | 300                  | н/д                                          |
| CH-7 Kompress Charlie | Италия    | 1 х 115        | 450                             | 190                         | 480                  | 115 (цена набора для самостоятельной сборки) |
| Robinson R22          | США       | 1 х 131        | 635                             | 190                         | 385                  | 258                                          |
| Rotorway A600 Talon   | США       | 1 х 167        | 680                             | 185                         | 320                  | 98 (цена набора для самостоятельной сборки)  |
| Sikorsky S-300        | США       | 1 х 190        | 930                             | 176                         | 325                  | 350                                          |
| Eagle Helicycle       | США       | 1 х 150        | 386                             | 177                         | 257                  | 38.5                                         |
| Guimbal Cabri G2      | Франция   | 1 х 145        | 700                             | 185                         | 700                  | 375                                          |
| Cicaré CH-12          | Аргентина | 1 х 180        | 700                             | 205                         | н/д                  | н/д                                          |